# Dustin Wolf
Dustin Wolf, född 16 april 2001, är en amerikansk professionell ishockeymålvakt som är kontrakterad till Calgary Flames i National Hockey League (NHL) och spelar för Calgary Wranglers i American Hockey League (AHL).
Han har tidigare spelat för Stockton Heat i AHL och Everett Silvertips i Western Hockey League (WHL).
Wolf draftades av Calgary Flames i tredje rundan i 2019 års draft som 214:e spelare totalt.